# Bengt Nordgren
Carl Einar Bengt Nordgren, född 26 februari 1931 i Gävle, Gävleborgs län, död 13 juli 2001 i Uppsala, Uppsala län var en svensk läkare. Han var son till Carl Nordgren och bror till Lars Nordgren. 
Efter studentexamen i Gävle 1949 blev Nordgren medicine kandidat vid Uppsala universitet 1951, medicine licentiat vid Lunds universitet 1957, medicine doktor vid Uppsala universitet 1963, docent i klinisk fysiologi vid Uppsala universitet 1963, underläkare vid klinisk-fysiologiska centrallaboratoriet på Akademiska sjukhuset i Uppsala 1962 (extra 1960) och överläkare vid rehabiliteringskliniken där 1975. Han blev bataljonsläkare i Fältläkarkåren 1958. 
Nordgren skrev doktorsavhandlingen The Rate of Secretion and Electrolyte Content of Normal Gastric Juice (1963) och andra skrifter inom det fysiologiska området.